# Monestir de Sant Benet de Bages
El Monestir Sant Benet de Bages és una obra del municipi de Sant Fruitós de Bages (Bages) declarada bé cultural d'interès nacional. Es tracta d'una antiga abadia benedictina del terme municipal de Sant Fruitós de Bages, a la comarca catalana del Bages. És un dels conjunts monàstics més interessants del país, amb elements que van des del Romànic de l'època fundacional fins al Modernisme, passant pel Barroc. Situada a la conca de la Vall dels Horts,    en una raconada entre el Montpeità o puig de Sant Valentí i els balços erosionats del riu     Llobregat.
Molt a prop de la confluència de l'antic camí ral que anava de la ciutat de Manresa a Vic, actualment té els accessos principals des del municipi de Navarcles.

## Història
El monestir de Sant Benet de Bages fou fundat entre els anys 950 i 960 pel magnat Sal·la, que anà a Roma a sotmetre directament la futura fundació a la Santa Seu (amb la qual cosa l'eximia de la jurisdicció civil i episcopal). El 967, hi ha l'acta de fundació i la dotació del monestir, i, el 972, mort Sal·la, es consagrà una primera església. La comunitat passà una època difícil per la mala administració dels abats, càrrec que Sal·la havia vinculat als seus descendents. El nomenament del primer abat per elecció el 1002 comportà un redreçament del monestir, que a finals del segle fou unit durant uns anys (1075-1118) al monestir llenguadocià de Sant Ponç de Tomeres. Devastat pels sarraïns el 1114, a finals del segle xii i principis del segle xiii es construïren l'església i el claustre actuals.
El 1593, fou unit al monestir de Santa Maria de Montserrat, que hi instal·là un col·legi d'arts el 1620. El 1633, s'enguixà l'interior de l'església malmès per un incendi. En els seus darrers temps s'hi retiraven els monjos montserratins vells.
El 1835, arran de l'exclaustració dels monjos, el monestir fou venut a particulars. El 1907, l'adquirí Elisa Carbó, mare del pintor Ramon Casas, que hi feu unes importants obres de restauració assessorades per Josep Puig i Cadafalch. Des del 1936, l'església està abandonada i necessita una gran reparació. La resta es manté bé gràcies a la cura dels seus propietaris, que en permeten la visita.
La talla de la Verge sembla originària del monestir i malgrat tenir-ne molt poca informació es pot datar al segle xiii per la seva factura.
La llosa del Sepulcre dels Calders està retallada per un cap, fet que indica que és de construcció anterior a l'arcosoli on va ser encabida després. En aquest sarcòfag, l'heràldica sense escut dona una data incerta de finals del segle xii o principis del segle xiii. Podria ser que l'hagués fet construir Guillem, senyor de Calders que testà el 1208 destinant el seu cos i molts béns al monestir. Els seus descendents, entre els quals hi ha Guillem i Bernat, continuaren sent sepultats al claustre del monestir almenys fins a l'any 1290.
Ossera de Bernat Desprat i Berenguer Sacoma. Es creu que els finat eren familiars d'Arnau Sacoma, abat del monestir entre 1348 i 1374. L'ossera fou oberta a principis del segle xx i s'hi trobaren un setrill i un gerret actualment en col·leccions particulars.
Sarcòfag de Guillem de Boixadors. Pel seu estil i la manca d'escut en el senyal heràldic, pot ser datat a la primera meitat del segle xiii i coincidiria amb un Guillem, senyor de Boixadors, Terrers i Fulleda que morí el 1237 i possiblement encarregà aquest sepulcre. La família dels Boixadors van contribuir a cobrir les despeses de les obres dels nous edificis que es feien al cenobi al segle xii i segle xiii. A canvi demanaven ser sepultats al monestir i que els monjos preguessin per les seves ànimes.
Llosa sepulcral dels Calders. Fou trobada a la cisterna del claustre i en el lloc que avui ocupa hi havia el portal d'entrada a la sala capitular del monestir. Pertanyia a un membre no definit dels Calders, potser Berenguer o Guillem. La família feu nombroses deixes al cenobi durant el segle xii i segle xiii i, com era habitual, demanava destinar un lloc per ser-hi enterrats.
Probablement, les dues ares provenen dels altars laterals de l'església del monestir. Anteriorment, eren a les absidioles de l'església romànica on s'hi havien col·locat, amb gairebé tota seguretat, aprofitant-les de l'edifici anterior.

### Fundació

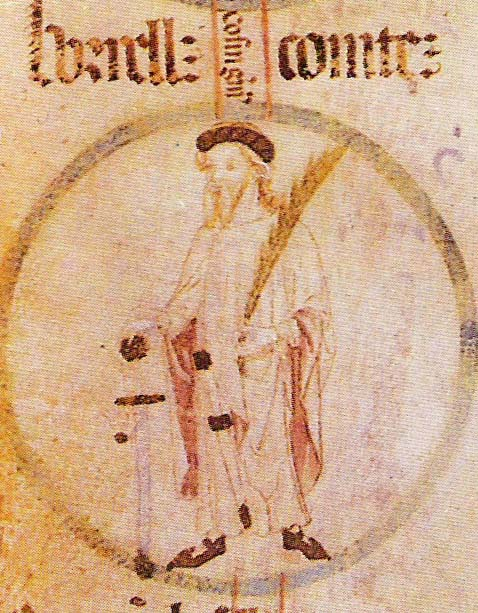
Borrell II, actiu col·laborador en la repoblació de la Catalunya central

Els arxius del monestir s'han conservat, fet que permet seguir bé la seva història. Fou fundat el 960 a iniciativa dels esposos Sal·la (de la família dels vescomtes de Conflent) i Ricarda (dama osonenca, vídua del vescomte de Bas), que el dotaren econòmicament i el feren alçar en una de les seves propietats. Sal·la era veguer i castlà o governador dels comtes de Barcelona, Osona-Manresa i Girona) Sunyer I (911-947) i el seu fill i successor, Borrell II (947-992) -aquest darrer, a més, comte d'Urgell-. Ell, però, no arribà a veure'l mai acabat i continuaren l'obra els seus fills Isarn i Unifred.
El mateix fundador va obtenir en un viatge a Roma la tutela papal, alhora que va portar les relíquies de sant Valentí, ja venerat a la zona, que esdevindria copatró del monestir. El primer abat fou el que havia sigut encarregat fins llavors de dirigir l'obra i que tenia cura de les terres, Abbó, conegut des del 967. L'església fou consagrada el 3 de desembre del 972 amb l'assistència dels bisbes Fruià de Vic, el bisbe Guisad d'Urgell, el bisbe de Barcelona, i amb la presència del comte Borrell de Barcelona, a més de membres de la família dels fundadors, que llavors ja havien mort. En aquesta ocasió es torna a esmentar la seva dependència de Roma.
La comunitat estava formada per dotze monjos i el títol d'abat passà el 984 d'Abbó a les mans del descendent dels fundadors Adalbert, fillol del fill de Sal·la. Després d'una nefasta actuació, fou expulsat cap al 993 i el substituí un altre familiar, Seniofred, que tingué també una gestió poc valorada pels monjos. Morí el 999, moment en què Almansor devastava el Bages.

### Prosperitat
Després d'un primer atac dels sarraïns, en què el monestir fou saquejat i en el que morí el seu abat Seniofred. El bisbe de Vic, Arnulf, aprofità les penúries després de la batalla i aconseguí de Roma que es canviés la disposició de Sal·la en la designació d'abats. D'aquesta manera, amb el beneplàcit del comte Borrell, el 1002 s'elegeix l'abat Ramió, canonge de Sant Pere de Vic, el primer que no formava part de la família fundadora i amb el qual s'inicià una etapa de redreçament del monestir. La seva actuació en el seu llarg abadiat d'uns trenta anys és lloada i aconsegueix redreçar el monestir. El 1016 una butlla del papa Benet VIII va posar el monestir sota la seva jurisdicció directa.
Entre els anys 1045 i 1074, regí el monestir l'abat Miró, germà del comte de Barcelona Ramon Berenguer I. A la mort de l'abat Miró, i com a conseqüència de la reforma eclesiàstica de Cluny, la situació canvia i Sant Benet fou unit al monestir occità de Sant Ponç de Tomeres, al Llenguadoc, del qual esdevingué priorat. Pels volts de 1105, i per circumstàncies no aclarides, es va recobrar la independència, i l'abat Benet (1108-1152) fou triat de nou entre els membres de la comunitat.
El 1125 es pateix el segon atac dels musulmans, aquesta vegada dels almoràvits, que destrueixen bona part del conjunt. Això propicià la reconstrucció del monestir, en especial de l'església, que havia quedat pràcticament reduïda als seus fonaments. Després de l'ensurt, el monestir va viure una època de gran prosperitat i el 1212 fou consagrada la nova església i es construí el claustre que ha perdurat. L'any 1336 el recinte fou emmurallat.
L'any de la terrible Pesta Negra, el 1348, la comunitat va desaparèixer gairebé del tot. Anys més tard s'iniciaren noves construccions com el nou palau abacial (el Palauet), la infermeria, el celler i altres dependències.

### Decadència
A les acaballes de l'edat mitjana, el monestir va viure una situació de debilitat econòmica i institucional. Durant la segona meitat del segle xiv es trobà amb dificultats per mantenir bona part del seu patrimoni, alhora que la seva potestat jurisdiccional era sovint qüestionada i trepitjada per diferents senyors i autoritats limítrofs del territori. Les dependències monàstiques es trobaven força deteriorades.
L'etapa d'abats comendataris de Sant Benet comença el 1490 moment en què el papa Innocenci VIII refusà l'elecció de Joan Agustí Marlés, prior de Santa Maria de Castellfollit, aleshores fundació depenent del monestir del Bages, i posà al davant del cenobi a Galceran de Pons, que estava al servei del papa. Aquest va prendre possessió de l'abadia el 9 de novembre de 1491. El van succeir Joan Pillares (1507), arquebisbe de Càller, Clement Mailo (1531-1535), Geroni Ferrer (1538) i Joan de Pinós (1551).

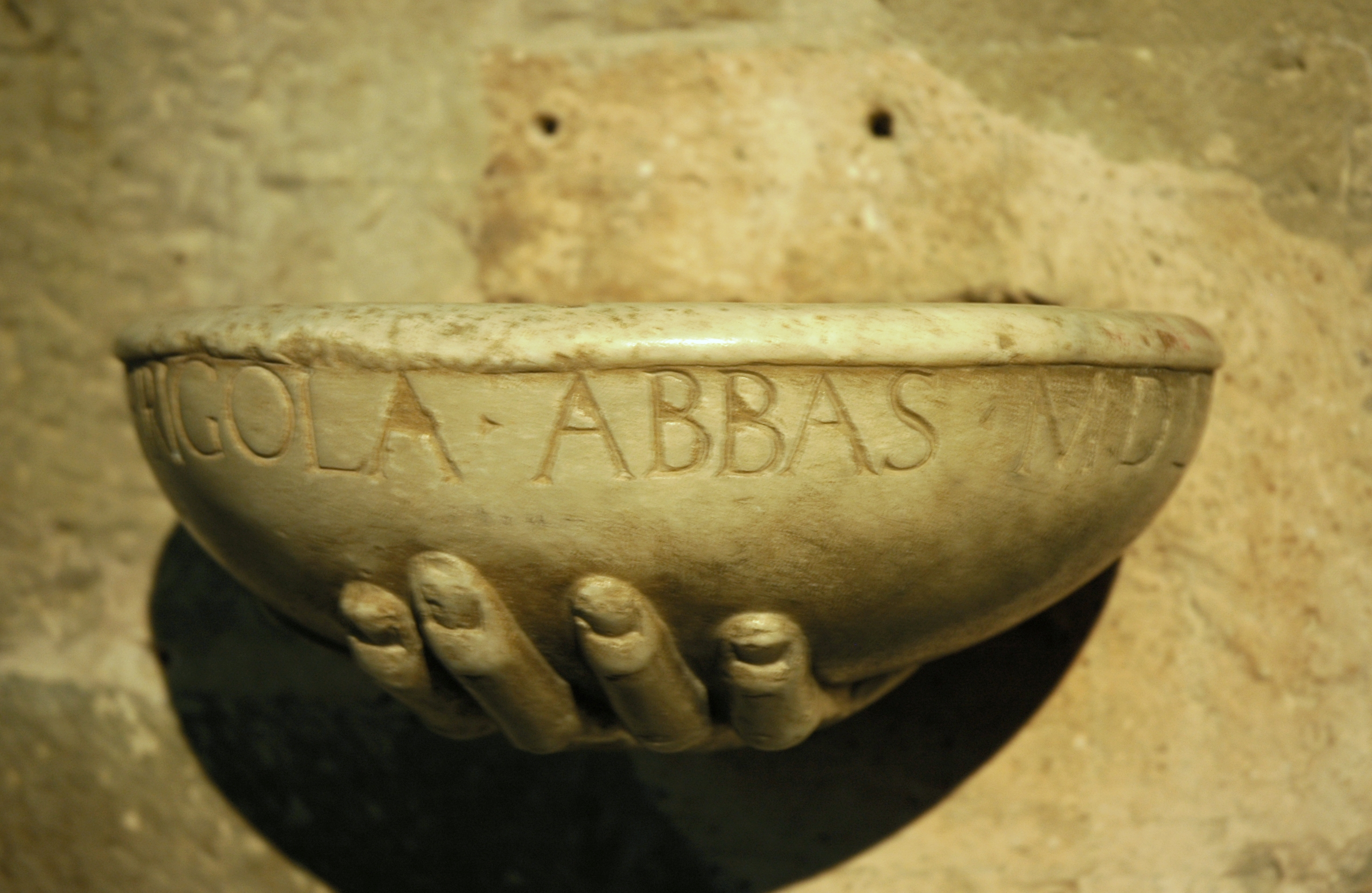
Pila beneitera de l'abat Frigola al claustre. Frigola feu renéixer el monestir

Aquesta dinàmica de decadència quedà superada durant els anys d'abadiat de Pere Frigola (1554-1576). Aquest període comportà el renaixement espiritual, cultural i econòmic del monestir, i va coincidir amb el període de redreçament de l'economia i demografia catalanes que es produí al llarg del segle xvi. Frigola destacà, a part de pel seu vessant polític, per la important dedicació polifacètica al monestir de Sant Benet, que anà des d'una major eficiència en la percepció de les rendes del monestir fins a l'impuls de la creació artística. L'abat Frigola va ser escollit copresident per als monestirs catalans de la Congregació Claustral per al trienni que començava el 1560, juntament amb l'abat de Besalú, Joan de Tormo. Frigola també va ser nomenat covisitador dels monestirs catalans conjuntament amb Lluís Sagarriga, cambrer de Breda. Per culpa de la Pesta i de les inseguretats provocades pels bandolers, hi havia molta feina a fer tant com a la resta de monestirs.
Amb la mort de l'abat Frigola el 22 d'octubre de 1576, el monestir restà sense abat i altra vegada es veié abocat a una situació crítica. Les seves rendes disminuïren i la comunitat tingué problemes de subsistència. Paral·lelament, el monestir de Montserrat necessitava un monestir més o menys proper per poder-lo dedicar a col·legi benedictí i desplaçar-hi una petita part de la seva comunitat, que aleshores era força nombrosa.

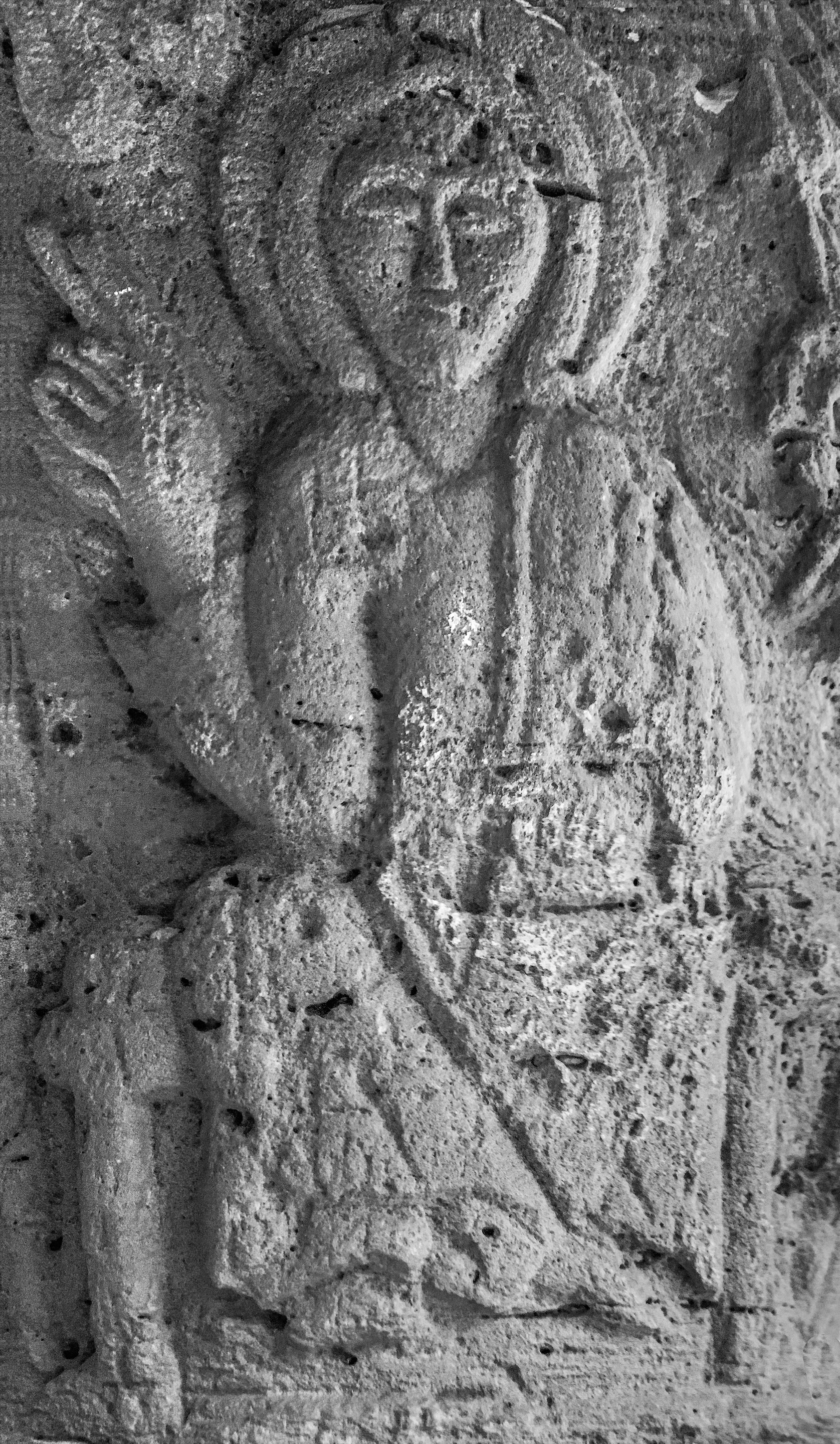
Capitell-Majestat de Sant Benet de Bages (s. X aproximadament)

El 1593, a petició de Felip II, el monestir va perdre la seva independència i fou unit a Santa Maria de Montserrat, segons una butlla papal de Climent VIII. Montserrat havia ingressat l'any 1493 a la Congregació de Sant Benet el Real de Valladolid, i, des de llavors, havia viscut una gran etapa de reforma que el portà a ser un dels monestirs més grans i importants del país. Aquesta unió va fer que, com Montserrat, Sant Benet passés a formar part de la mateixa congregació. Segons això, Montserrat deixava Sant Pau del Camp i obtenia la direcció de Sant Benet, més profitosa. Sant Benet de Bages, al contrari de Montserrat, no va patir la castellanització i tingué sempre abats catalans.
A partir de 1620, Sant Benet va esdevenir un col·legi de les Arts, on s'ensenya ciències eclesiàstiques, llengües i poesia i, en finalitzar el curs, se celebren certàmens literaris. També esdevé un centre d'acollida dels monjos d'edat avançada.
El 1633, el monestir pateix un incendi que va cremar els retaules de l'església, va ennegrir les parets i consumí una bona part de la biblioteca i altres dependències. Darreres notícies d'activitat docent durant l'any 1671 i el monestir es converteix en un centre d'acollida dels monjos d'edat avançada de Montserrat. El Trienni Liberal suprimeix el 1820 els ordes religiosos. Sant Benet fou tancat i els monjos van ser obligats a abandonar-lo. Tres anys després, Ferran VII restableix el règim absolutista. Els monjos pogueren tornar a Sant Benet i els seus béns foren en part recuperats.

### Desamortització
El monestir va restar actiu fins a l'any 1835. Nova supressió dels ordes religiosos, ara definitiva. La llei de desamortització de Mendizábal va obligar els ordes religiosos a abandonar les seves possessions, que va posar a subhasta pública. Aquesta segona ocasió suposà, però, l'adéu definitiu de la vida monàstica. Fortià Solà fa un resum de la sort viscuda per Sant Benet: Portes i finestres restaren obertes tothora; ramats de bestiar entraren a pasturar pel cementiri i el jardí del claustre, i mans bàrbares deixaren llur pèssima empremta en capitells i altres preciositats. Hàbits de monjos i objectes domèstics mereixedors de discreta veneració foren arrossegats per corredors i patis; la santedat del temple fou profanada; la quitxalla jugà amb les trompes de l'orgue per les places dels pobles veïns, i llibres i altres documents foren trobats posteriorment per camins a algunes hores de distància. L'abandonament més complet planà per tot el convent.

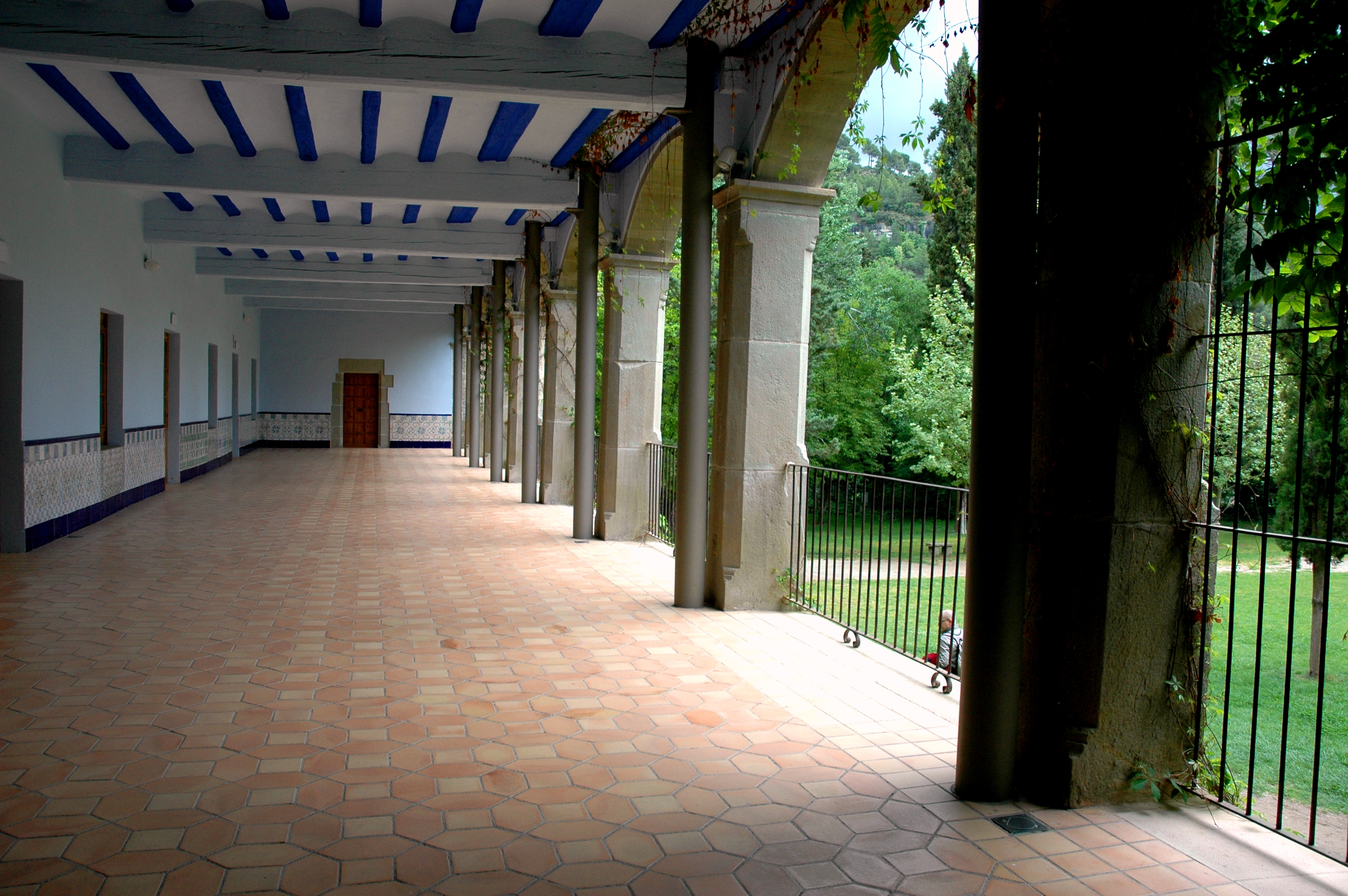
La terrassa de migdia amb estil modernista feta construir per Ramon Casas a força d'enretirar les antigues cel·les dels monjos

Llevat del temple que va continuar dedicat al culte, la resta d'edificis foren abandonats i venuts per l'Estat en dues parts. El 1853 es construeix una fàbrica arran dels mateixos murs del monestir. Alguns dels edificis foren habilitats per acollir als treballadors i es convertiren en pisos de lloguer les cel·les i galeries de migjorn. Comença la més trista història del monestir.
El lloc fou adquirit el 2 de gener de 1907 per la senyora Elisa Carbó i Ferrer, mare del pintor Ramon Casas, per tal de restaurar-lo i habilitar-lo com residència pròpia. El 10 de novembre de 1912 morí Elisa Carbó i el monestir passà a ser propietat dels seus tres fills: Montserrat, Ramon i Elisa. Ja morta la mare, Ramon Casas encarregà al seu amic Josep Puig i Cadafalch l'assessorament de la restauració i la reforma, a causa del fet que una part fou habilitada com a residència particular.
El 1931 es va declarar Monument nacional. El 2000 descendents de Montserrat i Elisa Casas i Carbó venen el monestir a la Caixa de Manresa que va restaurar el conjunt i que el 2007 va inaugurar un complex conegut com a Món Sant Benet dedicat a difondre la història monàstica, de l'època en què va ser residència dels Casas i també de la gastronomia. El complex turístic i cultural inclou, a més del monestir, l'edifici La Fàbrica, l'Hotel Món i la Fundació Alícia. Des de l'any 2012, és la Fundació Catalunya La Pedrera qui s'encarrega de la gestió i l'actual propietària del monestir.

## Descripció

Portal romànic de Sant Benet de Bages

El monestir de Sant Benet de Bages, situat en un paratge frondós i humit a la dreta del Llobregat, és un dels conjunts monàstics més interessants del país, amb elements que van des de l'època fundacional fins a l'època barroca. Actualment, és un complex conjunt d'edificis que palesen la llarga història constructiva del cenobi que ha sofert una profunda restauració.
A partir del segle xiv s'alterà la distribució original del conjunt: al S del claustre (al lloc del primitiu refetor) es construí un llarg cos d'edifici amb una estructura d'arcs diafragma que allotjava el celler i, en dos pisos superiors, cel·les de monjos. A l'W es formà el pati d'entrada al monestir, amb l'hostatgeria, la sala capitular nova i altres dependències (al lloc de l'antic dormitori). Al sector N d'aquest pati es construí, a partir de 1627, el palau abacial. Aquestes noves estances es van construir al voltant del pati d'entrada, conegut com a Pati de la Creu. Destaca el Palau Abacial, una construcció gòtica de dues plantes. Les seves cobertes eren de fusta, recolzades en arcs de diafragma Al N del claustre hi ha l'església. A l'E hi havia la sala capitular, avui desapareguda.
L'església és de planta de creu llatina, amb una nau (de 25 m de llarg per 7,5 d'ample) coberta per volta lleugerament apuntada, dividida per tres arcs torals. El transsepte té el braç S més baix i més curt que no el del costat N. Tots dos són coberts per volta de canó apuntada i tenen buidats en el mur dues petites absidioles. L'absis central és l'únic visible a l'exterior. El portal principal, a la façana de ponent, és d'arc de mig punt, sense timpà, amb quatre arquivoltes sobre columnes amb capitells de l'escola dita rossellonesa. Un altre portal, obert al braç S del transsepte, dona al claustre. El 1569, se n'obrí un altre a la nau per comunicar també amb el claustre. Sota l'altar major hi ha una cripta, molt transformada en època barroca, que guardava el suposat cos de Sant Valentí, que Sal·la havia portat de Roma en fundar el monestir.
A ponent l'església té adossada la imponent massa del campanar, de base preromànica i cos d'època romànica, sobrealçat posteriorment amb el pis de les campanes. Sobre el primer arc toral de la nau de l'església s'alça un comunidor en forma de torre-campanar de dos pisos.
El claustre és la part més interessant del conjunt. És format per quatre galeries de sis arcs cada una. Els 64 capitells del claustre són de gran valor iconogràfic: n'hi ha amb decoració vegetal estilitzada o geomètrica i també de figuratius amb motius d'inspiració mitològica, d'inspiració cristiana o amb escenes humanes o d'animals.
Els capitells que hi ha en unes arcades que podrien ser de la sala capitular antiga a l'E i alguns altres són els més antics de tot el claustre i poden datar-se de la segona meitat del segle x.
Ares. Tallades en forma semicircular per tal d'adaptar-se a la curvatura de l'absidiola on anaven col·locades. Actualment, estan adossades a la paret per la seva banda frontal a l'invers de com estarien originàriament. Ambdues se sostenen per una única columna, proveïda de base, d'uns 70 cm d'alçada.
La primera, situada a mà esquerra del passadís, fa 124x76 cm d'amplada en els seus punts més allunyats i un gruix de 12 cm. L'acabat de la curvatura és força tosc.
La segona, se situa pràcticament davant la porta del celler, fa 165 x 77 x 12 cm i té unes característiques molt semblants a la primera, però presenta un acabat més polit.

## Els edificis
Els edificis que han subsistit del vell monestir són d'estils i èpoques molt diversos que van del segle xi al segle xx, però predomina sobretot les construccions d'estil romànic. L'organització de les construccions segueix el model clàssic del monestir medieval, on el nucli central és el pati del claustre. Al nord es va aixecar l'església, a l'est la sala capitular -avui desapareguda-, al sud el refetor, i a l'oest el dormitori.

### Església
De l'església preromànica consagrada l'any 972 no en queda pràcticament res. Tanmateix, alguns dels capitells que s'han conservat permeten afirmar que era una edificació força important.

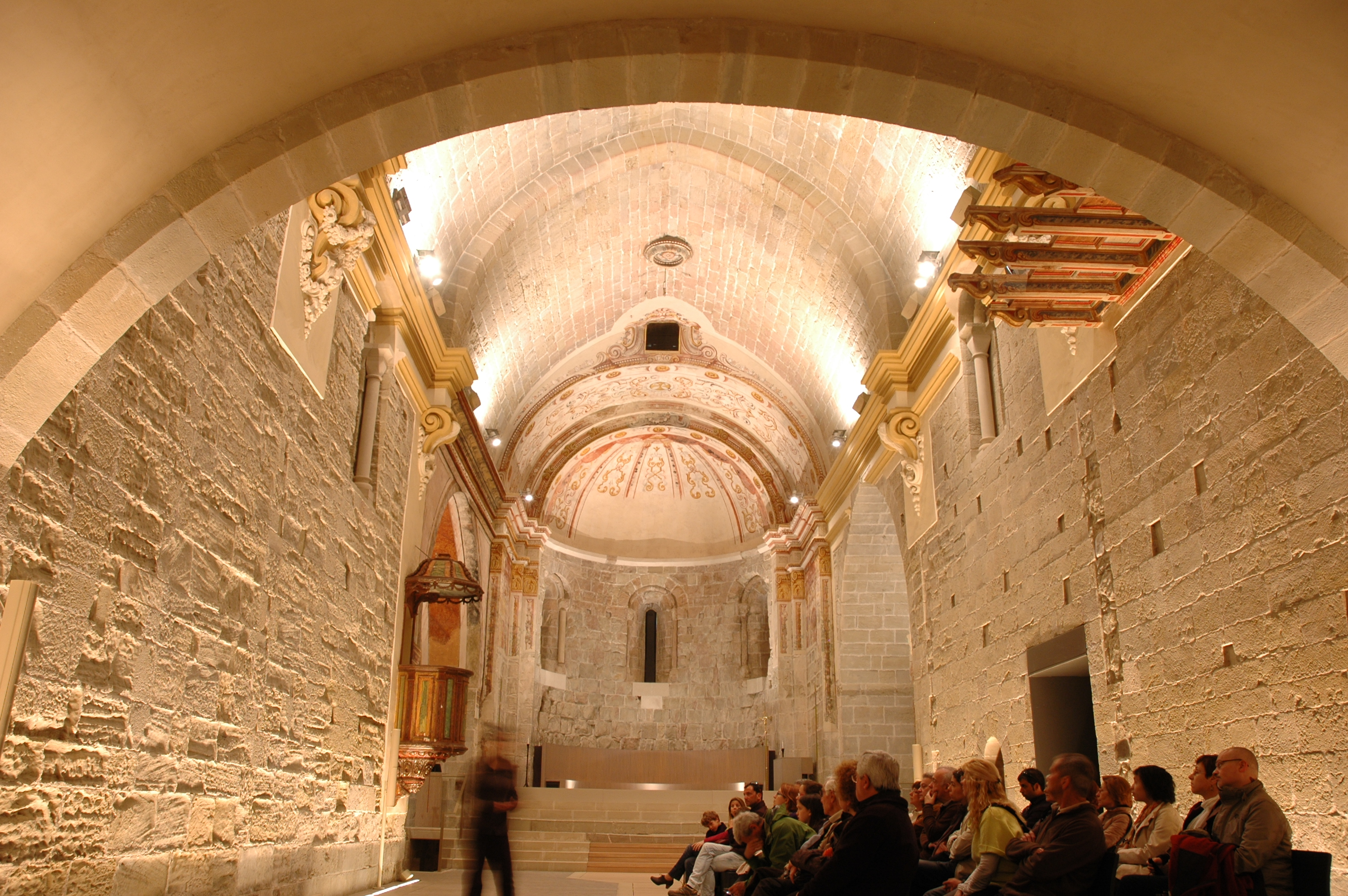
Nau central de l'església

L'església és un temple del segle xii, de planta de creu llatina, d'una sola nau coberta amb volta de canó, una mica apuntada, reforçada per tres arcs torals que recolzen sobre semicolumnes adossades als murs. L'arrencada de la volta s'assenyala amb una cornisa, camuflada posteriorment per la decoració barroca.
La capçalera és al mur de llevant i està formada per un absis central i dues absidioles, a banda i banda del primer, buidats del mur de manera que no s'aprecien a l'exterior. Tots tres són de planta semicircular i són coberts amb volta de quart d'esfera. Entre la nau i l'absis central hi ha un cos d'edifici, cobert amb volta de canó, que serveix de presbiteri i fa la gradació entre els dos espais.
Sota l'absis principal, hi fou construïda una cripta destinada a contenir les relíquies de sant Valentí. L'estampa exterior és completada per un comunidor en forma de torre de dos pisos i pel portal de la façana de ponent, de mig punt, amb quatre arquivoltes i tres capitells a cada banda, dels quals arrenquen altres anells torals. Una massissa torre campanar, de secció quadrada, revela les diverses etapes del seu procés constructiu: preromànica, romànica i renaixentista.

### Claustre

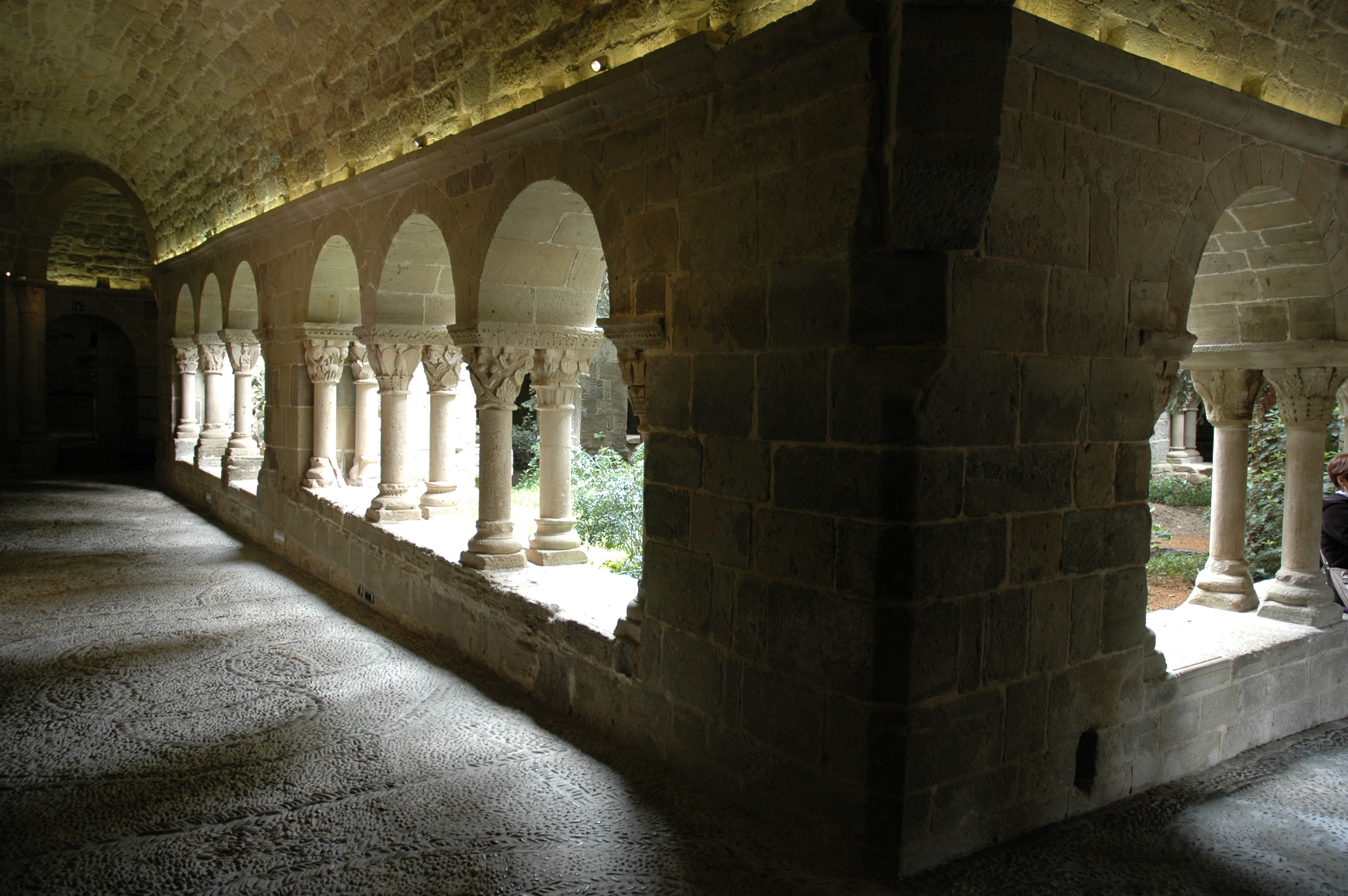
Visió general del claustre des d'un angle

El claustre és l'element més interessant del cenobi. Queda situat al sud de l'església, formant un quadrilàter gairebé regular, amb la particularitat que tant el campanar situat a l'angle nord-oest com el braç sud del transsepte, envaeixen i estrenyen el pas per les galeries.
Hauria estat construït entre els segles xii i xiii i aplega algunes peces reaprofitades. Les quatre galeries estan cobertes per voltes de canó. Als angles i a les parts centrals de les galeries, s'aixequen uns pilars, que ajuden a donar solidesa al conjunt. Entre pilars podem trobar una sèrie de tres arcs de mig punt, aguantats per parelles de columnes amb capitells esculpits.
Hi ha un total de seixanta-quatre capitells de gran riquesa. L'escultura dels capitells és molt variada, destacant bàsicament la temàtica vegetal i figurativa. També se'n poden trobar amb motius animals i amb representacions humanes. D'aquests capitells cal destacar un d'origen preromànic, probablement reutilitzat, on es veu la primera representació iconogràfica que es coneix fins ara de Catalunya. Té forma de piràmide quadrangular invertida i truncada. Té decorats els quatre costats amb una escena de l'Anunciació, el Crist en majestat, una imatge pregant i motius vegetals. Un altre dels capitells esmenta el nom d'un dels artífexs de l'obra: Bernat. Es conserven dos finestrals de la sala capitular antiga. Al mateix claustre hi ha diversos enterraments d'època romànica.

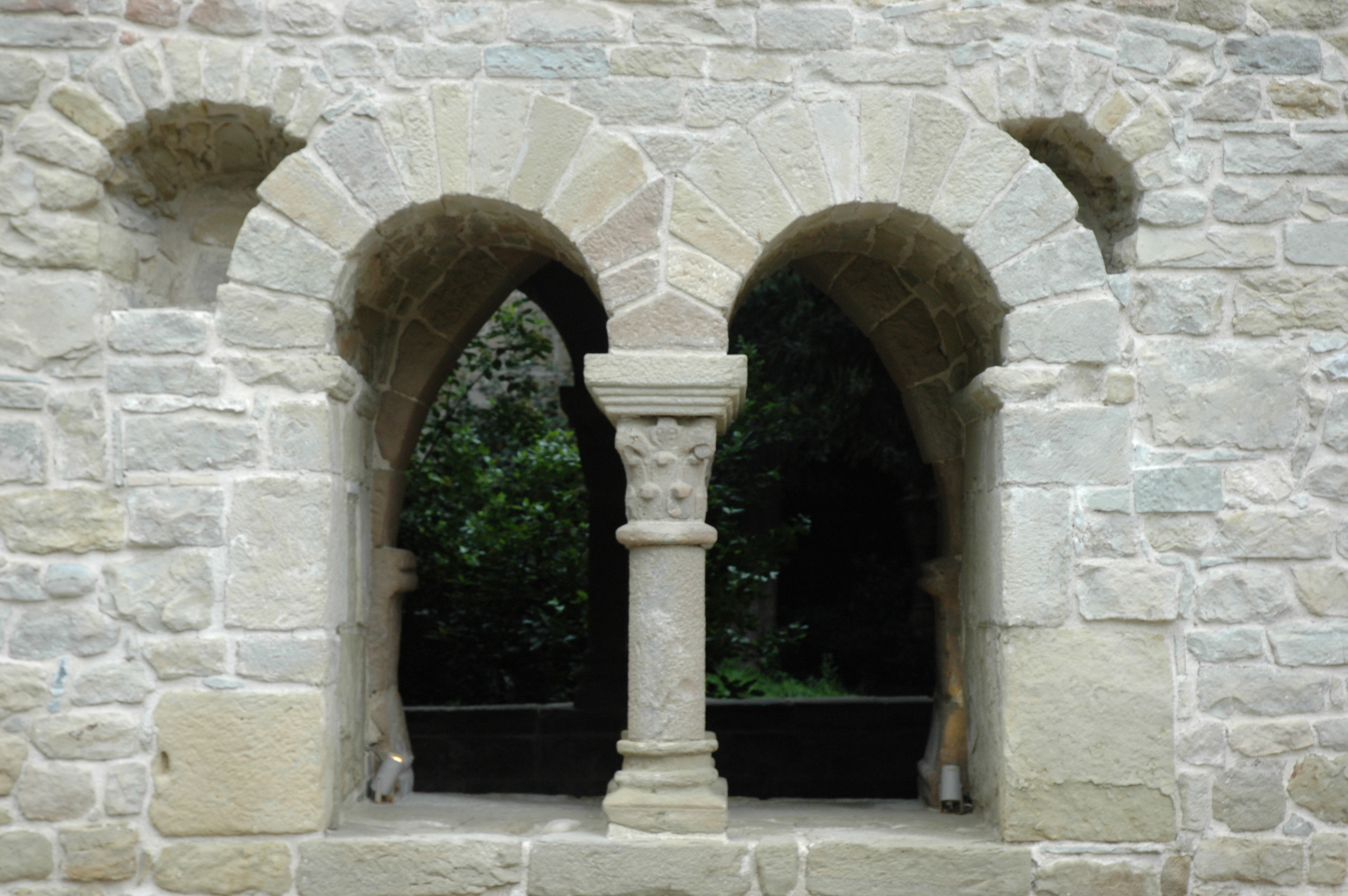
Finestres geminades que corresponien a la sala capitular que va desaparèixer durant la restauració feta per Josep Puig i Cadafalch

En les parets laterals del claustre podem veure les sepultures de diverses nissagues catalanes, que participaren en la construcció o ampliació del cenobi. Entre elles es poden identificar les tombes dels Talamanca, els Calders, els Rocafort, els Boixadors, els Sanespleda i els Montcada.

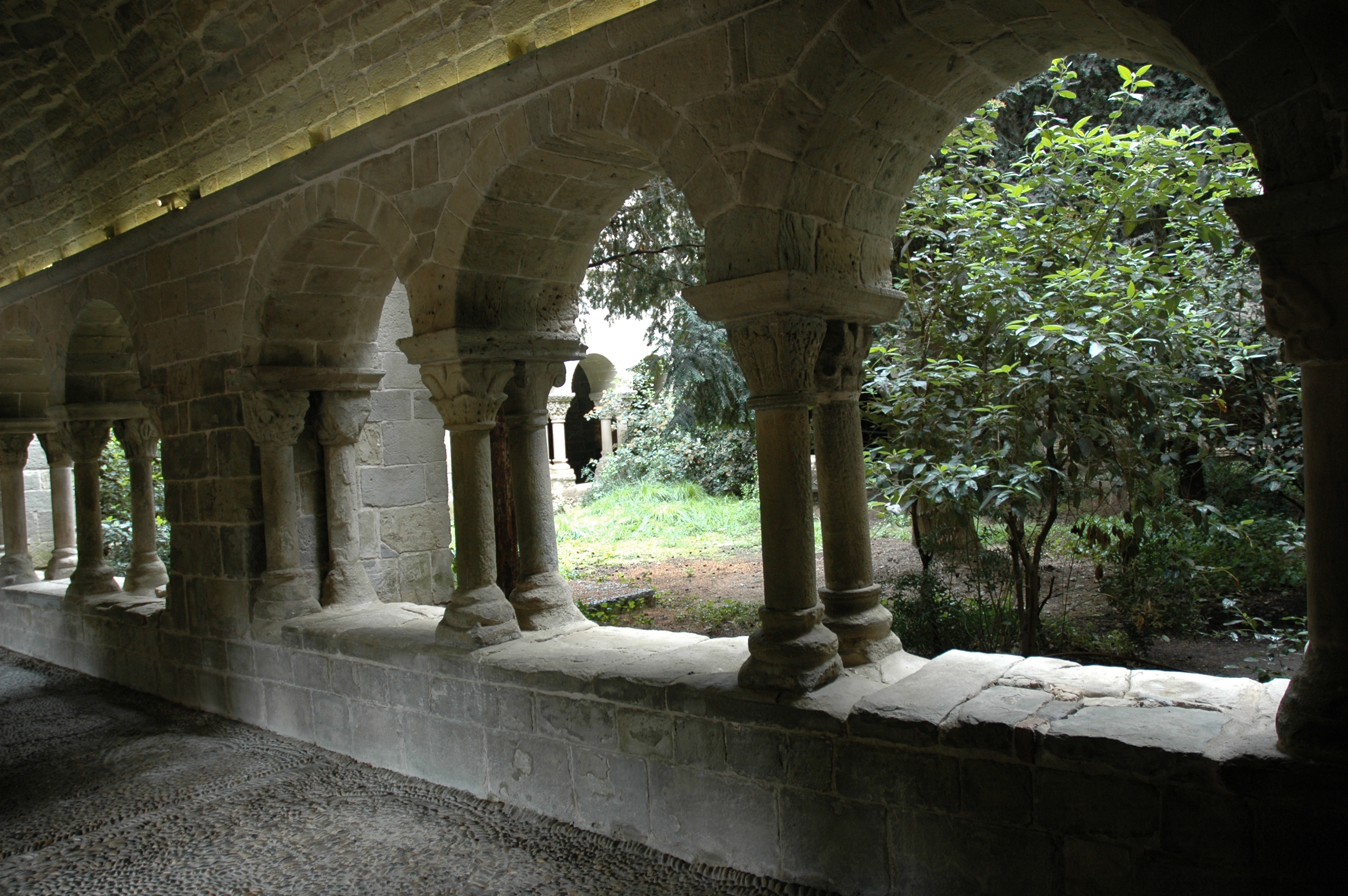
Galeria on s'aprecia els conjunts de tres arcs sustentats per una parella de columnes amb capitells. El pati frondós

En el mur de llevant es poden veure dues finestres geminades que corresponien a la sala capitular. Aquesta va desaparèixer durant la restauració feta per Josep Puig i Cadafalch, segurament perquè es trobava en runes. Els seus capitells, molt erosionats i de tipus vegetal, van ser reaprofitats del primer temple, edificat en el segle x.
El pati interior és realment un lloc tranquil i un recés de pau, un espai per a la meditació i el recolliment. Ple d'arbres i arbustos que creixen en el seu interior, que li donen al lloc un aire diferent, amb la llum esmorteïda i tamisada en tons verds amb el silenci.
L'accés al claustre des de l'església és a través d'una porta oberta en el braç sud del transsepte, que pel costat del claustre es decora mitjançant arquivolta i una parella de columnes. Aquesta porta és la que utilitzaven els monjos per accedir a l'església, mentre la resta de la feligresia utilitzava la porta principal a la zona oest. El capitell esquerre d'aquesta porta conté una teofania, en la qual apareix el Senyor assegut sobre un tron que és elevat per dos àngels situats un a cada costat, tot sobre un fons estriat a manera de vímet. El capitell dret no ha conservat la seva decoració, i l'arquivolta sobre l'arc de la porta es forma mitjançant un perfil corregut i entretallat de senzilla factura.

### Celler

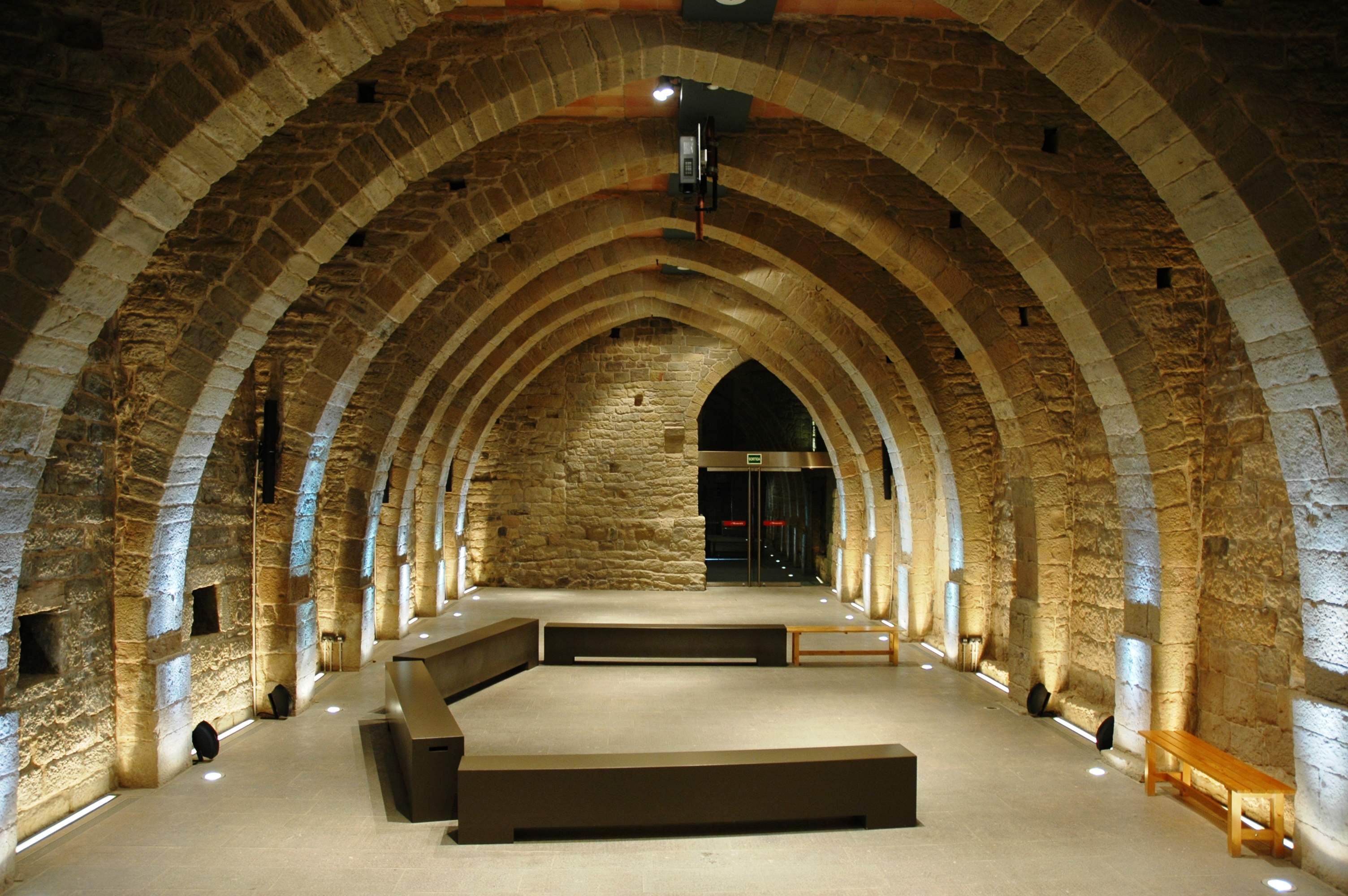
Celler del

A partir del segle xiv, s'alterà la distribució del conjunt i al costat sud es construí un edifici amb arcs diafragma per allotjar el celler. A sobre s'hi bastiren dos pisos destinats a cel·les dels monjos, que després Ramon Casas els convertiria en residència particular.

## Miscel·lània
Molts han estat, en el decurs dels anys, els cronistes i visitants que s'han meravellat amb les restes d'aquest antic cenobi benedictí. Entre ells cal fer esment d'alguns viatgers com Jaume Villanueva, Gaietà Cornet i Mas, Francisco de Zamora o, diferents escriptors, narradors i historiadors, com Víctor Massanés, mossèn Serra Vilaró, Joaquim Sarret i Arbós, Martí Gironell…, tots ells han deixat empremta de la grata impressió obtinguda de les restes del monestir.
El CRAI Biblioteca de Fons Antic de la Universitat de Barcelona conserva, arran de la desamortització del 1835, diverses obres provinents dels fons del monestir. Així mateix, ha registrat i descrit un exemple de les marques de propietat que van identificar el convent al llarg de la seva existència.